# Hans Weilbächer
Hans Weilbächer (Hattersheim am Main, 23 ottobre 1933 – 1º agosto 2022) è stato un calciatore tedesco, di ruolo centrocampista.

## Carriera
Con la maglia dell'Eintracht di Francoforte collezionò 288 presenze e 61 reti.
Nella stagione 1958-1959 vinse il Campionato tedesco occidentale battendo il Kickers Offenbach per 5-3 e raggiunse la finale di Coppa dei Campioni persa per 7-3 contro il Real Madrid, che alzò il trofeo per la quinta volta consecutiva.
Nel 1955 giocò una partita con la Nazionale tedesca.